# Officer Kate
Officer Kate è un cortometraggio muto del 1914 diretto da Ned Finley..

## Produzione
Il film fu prodotto dalla Vitagraph Company of America.

## Distribuzione
Distribuito dalla General Film Company, il film - un cortometraggio in una bobina - uscì nelle sale cinematografiche statunitensi il 29 luglio 1914.